# 相子智恵
相子 智恵（あいこ ちえ、1976年2月25日 - ）は、長野県飯田市出身の俳人。

## 人物
1995年より小澤實に師事、2000年「澤」入会。2003年第3回澤新人賞、2005年第3回澤特別作品賞受賞。2009年『萵苣』50句で第55回角川俳句賞受賞。2022年『呼応』で第13回田中裕明賞受賞、第46回俳人協会新人賞。
「北斎漫画ぽろぽろ人のこぼるる秋」「阿修羅三面互ひ見えずよ寒の内」のような古典的な素材を扱った諧謔味のある作品から、「冷やかや携帯電話耳照らす」などの現代的な素材、「にはとりのまぶた下よりとぢて冬」のような写生、「一滴の我一瀑を落ちにけり」のような雄大な句まで幅広い。俳人協会会員。信濃毎日新聞にて、郷土の俳人井上井月を追った「井月をめぐる旅」を連載。

## 著書

### 単書
- 呼応（2021年、左右社）

### 共著
- 新撰21（2010年、邑書林）
- 虚子に学ぶ俳句365日（2011年、草思社）